# Erste Isonzoschlacht
1915

1. Isonzo – 2. Isonzo – Erste Dolomitenoffensive – Zweite Dolomitenoffensive – 3. Isonzo – 4. Isonzo – Lavarone (1915–1916)
1916

5. Isonzo – Südtiroloffensive – 6. Isonzo (Doberdo) – 7. Isonzo – 8. Isonzo – 9. Isonzo – 
Lawinenkatastrophe
1917

10. Isonzo – Ortigara – 11. Isonzo – 12. Isonzo – Pozzuolo – Monte Grappa
1918

Piave – San Matteo – Vittorio Veneto
Die Erste Isonzoschlacht war eine von insgesamt zwölf nach dem Fluss Isonzo (slowenisch Soča) benannten Schlachten zwischen dem Königreich Italien und dem Kaiserreich Österreich-Ungarn. Es war der erste größere Versuch Italiens, im Tal des Flusses den Durchbruch in die ungarische Tiefebene zu erzwingen. Als Beginn der Ersten Isonzoschlacht wird allgemein der 23. Juni 1915 gerechnet, obwohl die Kämpfe bereits vier Wochen vorher unmittelbar nach der Kriegserklärung Italiens an Österreich-Ungarn (23. Mai 1915) begonnen hatten. Der als Schlacht bezeichnete Zeitraum dauerte mit kurzen Unterbrechungen bis zum 7. Juli 1915. (Der österreichisch-ungarische Generalstab erklärte allerdings seinerseits die Schlacht bereits am 5. Juli für beendet.)

## Ausgangslage
Die italienische 3. Armee sollte zwischen Monfalcone und Sagrado zum Hochplateau von Doberdo durchbrechen, während die 2. Armee zwischen dem Monte Sabotino und Podgora vorzustoßen hatte. Minimalziel war die Eroberung des Brückenkopfes bei Görz (ital. Gorizia, slow. Gorica), die Überquerung des Isonzos, Eroberung der Berge Kuk und Priznica (Höhe 383 östl. von Plava) sowie ein Angriff auf den Brückenkopf bei Tolmein (ital. Tolmino, slow. Tolmin). Strategisches Ziel war der Durchbruch nach Triest.
In einem Tagesbefehl vom Mai 1915 hatte General Cadorna seiner 2. und 3. Armee aufgetragen, mit energischen und überraschenden Aktionen unverzüglich nach der Kriegserklärung auf österreichisch-ungarisches Staatsgebiet vorzudringen. Die Angreifer stießen anfänglich nur auf geringen Widerstand, da die vorhandenen Abwehrkräfte sich aus Gendarmerie-, Landsturm und Schützenkompanien, zusammensetzten. Sie hatten den Auftrag, den Vormarsch des Feindes so weit als möglich zu verzögern und sich langsam zurückzuziehen, um sich dann, ähnlich wie in Tirol, auf den Höhen festzusetzen. Durch diese Taktik gelang es dann auch, das Heranführen der Kampftruppen von der serbischen Front zu verschleiern, die bereits am Tag der Kriegserklärung eintrafen. Diese Truppen verstärkten dann unmittelbar die hart bedrängten Verteidiger und errichteten eine Front von den Julischen Alpen bis zum Meer. Dadurch war das Ziel der Italiener eines überraschenden Durchbruchs gescheitert.

## Erste Kampfhandlungen

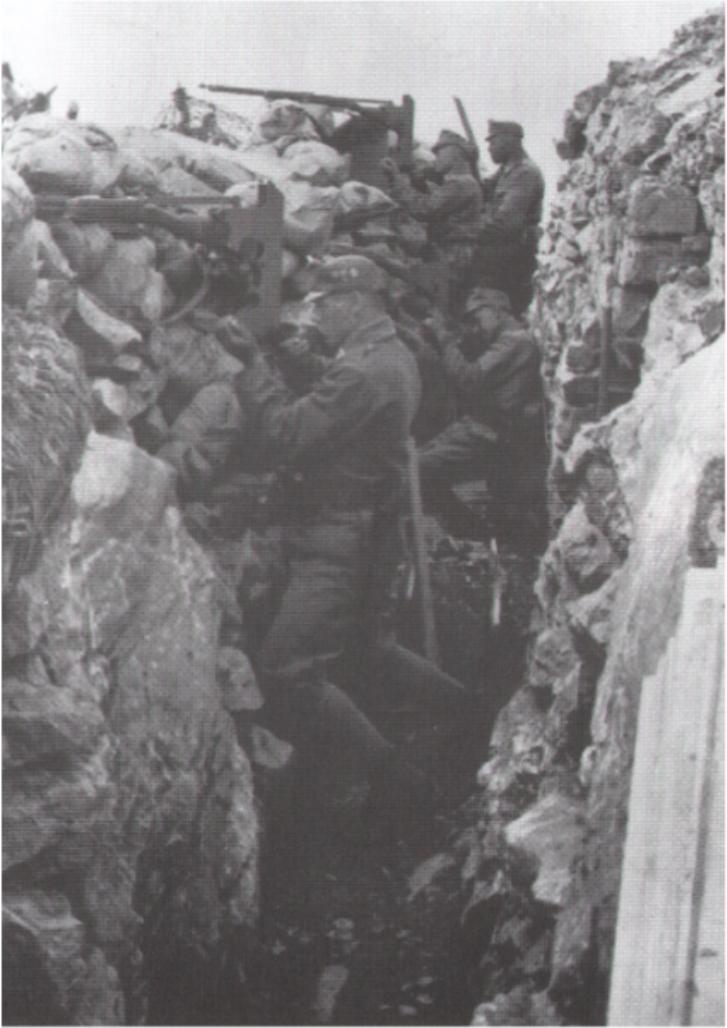
Österreichischer Schützengraben am Isonzo

Gegen die sich langsam zurückziehenden Deckungstruppen erreichten die italienischen Verbände am 24. Mai die Linie Mossa–St. Florian–Verhovlje und den Kolowratrücken zwischen der Korrada und Ježahöhe. Karfreit wurde besetzt und gegen die Forts von Malborghet und Predil im Kanaltal der Artillerieangriff eröffnet. Massiert nachrückende italienische Infanterieverbände (8. Infanteriedivision) im Bereich des Mrzli vrh und des Krn ließen die Absicht erkennen, sich hier baldmöglichst in den Besitz dieser beherrschenden Höhen zu bringen. Am unteren Isonzo wurden die Angreifer von den k.u.k. Kräften zwei Tage lang aufgehalten, bis sie sich endlich am 25. Mai zwischen Pieris und Gradiska (südlich von Görz) an den Fluss herankämpfen konnten. Auch im Nachbarabschnitt erreichten die Spitzen der 2. italienischen Armee erst am gleichen Tag zwischen dem Monte Sabatino und dem Dorf Selz das Westufer des Isonzo. Die k.u.k. Truppen waren zwar zahlenmäßig unterlegen, hatten jedoch den großen taktischen Vorteil, dass sie die angreifenden Italiener von höher gelegenen Stellungen bekämpfen konnten.
Seit dem 5. Juni richteten sich verstärkte Angriffe der italienischen 3. Armee gegen das Plateau von Doberdo, die 2. Armee schickte das VI. Korps gegen die Stadt Görz. Ein erster Versuch, den Isonzo bei Pieris, Sagrado und Sdraussina zu überschreiten, schlug fehl. Ebenso scheiterte der Angriff gegen den Monte Sabatino und gegen Görz. Versuche der Italiener, den Höhenrand Monfalcone–Sagrado zu erreichen beziehungsweise den Flussübergang zwischen Plava und Wippach zu erzwingen, wurden abgewiesen. Diese Misserfolge bereits in der Anfangsphase des Krieges veranlassten General Cadorna zur Aufbietung weiterer Kräfte, insbesondere schwerer Artillerie. Somit hatte sich seine Truppenstärke bereits auf 214 Bataillone Infanterie (it. Fanti), Alpini und Bersaglieri, 40 Schwadronen Kavallerie und 118 Batterien Artillerie erhöht. Auf österreichisch-ungarischer Seite befanden sich zu diesem Zeitpunkt lediglich 36 Bataillone Infanterie, Landsturm und freiwillige Schützen, 16 Schwadronen Kavallerie und 75 Batterien Artillerie im Verband der 5. k.u.k. Armee des Generals der Infanterie von Boroević an der Front.
Zwischen dem 12. und 16. Juni gelang es dem II. italienischen Korps, mit der 3. Infanteriedivision bei Plava den Isonzo zu überschreiten. Der unmittelbare Versuch, anschließend die Höhe 383 östlich von Plava in Besitz zu bringen, scheiterte am Widerstand der 1. Gebirgsbrigade unter ihrem Kommandeur Generalmajor Novak von Arienti. Die immer wiederkehrenden Angriffe der Italiener in diesem Abschnitt dauerten dann noch bis zum 28. Juni. Erfolgreicher waren die Alpinibataillone der Grupo Alpini A + B (je 6 Bataillone, mehrere Maschinengewehrgruppen und 4 bzw. 2 Gebirgsbatterien), die sich am 16. Juni gegen den Widerstand der 3. Gebirgsbrigade auf den Gipfel des Krn-Massivs (2245 m) vorkämpfen konnten. In die Gebirgsbrigade eingestellte Honvéd-Regimenter waren dem Krieg auf den Höhen nicht gewachsen, die Stellungen mussten zurückverlegt werden. Der benachbarte Gipfel des Mrzli vrh (1360 m) konnte dahingegen behauptet werden. Ebenso erfolglos verliefen die Bemühungen der italienischen 19. und 21. Infanteriedivision, den Isonzo bei Sdraussina und Sagrado gegen die 39. und 81. Honvéd-Infanteriebrigade zu überqueren. Die bisherigen Kämpfe hatten die Italiener insgesamt 450 Offiziere und etwa 11.000 Unteroffiziere und Mannschaften an Ausfällen gekostet.

## Die Schlacht
Unzufrieden mit dem bisherigen Verlauf der Kämpfe unternahm der italienische Generalstab alle Anstrengungen, um einen Erfolg zu erzielen. Die Angriffstruppen wurden verdoppelt, die 3. Armee erhielt den Auftrag, erneut den Höhenrücken von Doberdò zwischen Monfalcone und Redipuglia anzugreifen. Die 2. Armee hatte den Brückenkopf von Görz einzudrücken und sollte mit der 3. Infanteriedivision über das eroberte Plava hinaus den Kuk (611 m) einnehmen. Die mit dem 23. Juni nach heftiger Artillerievorbereitung einsetzenden Angriffe der Infanterie konnten jedoch nirgendwo Erfolge erzielen, da sie stellenweise schon von den vorgeschobenen Verteidigungswerken der Österreicher zurückgeschlagen wurden. Erst als die Verteidiger das Gelände stellenweise aufgaben, um die Front zu begradigen, gelang es Einheiten der 21. italienischen Infanteriedivision, den Fluss zu überqueren und sich bei Sagrado und Polazzo am Fuß der Karsthochfläche einzugraben. Weiter nördlich schlug die 1. Gebirgsbrigade italienische Angriffe auf die Höhe 383 (östl. von Plava) mehrfach zurück.

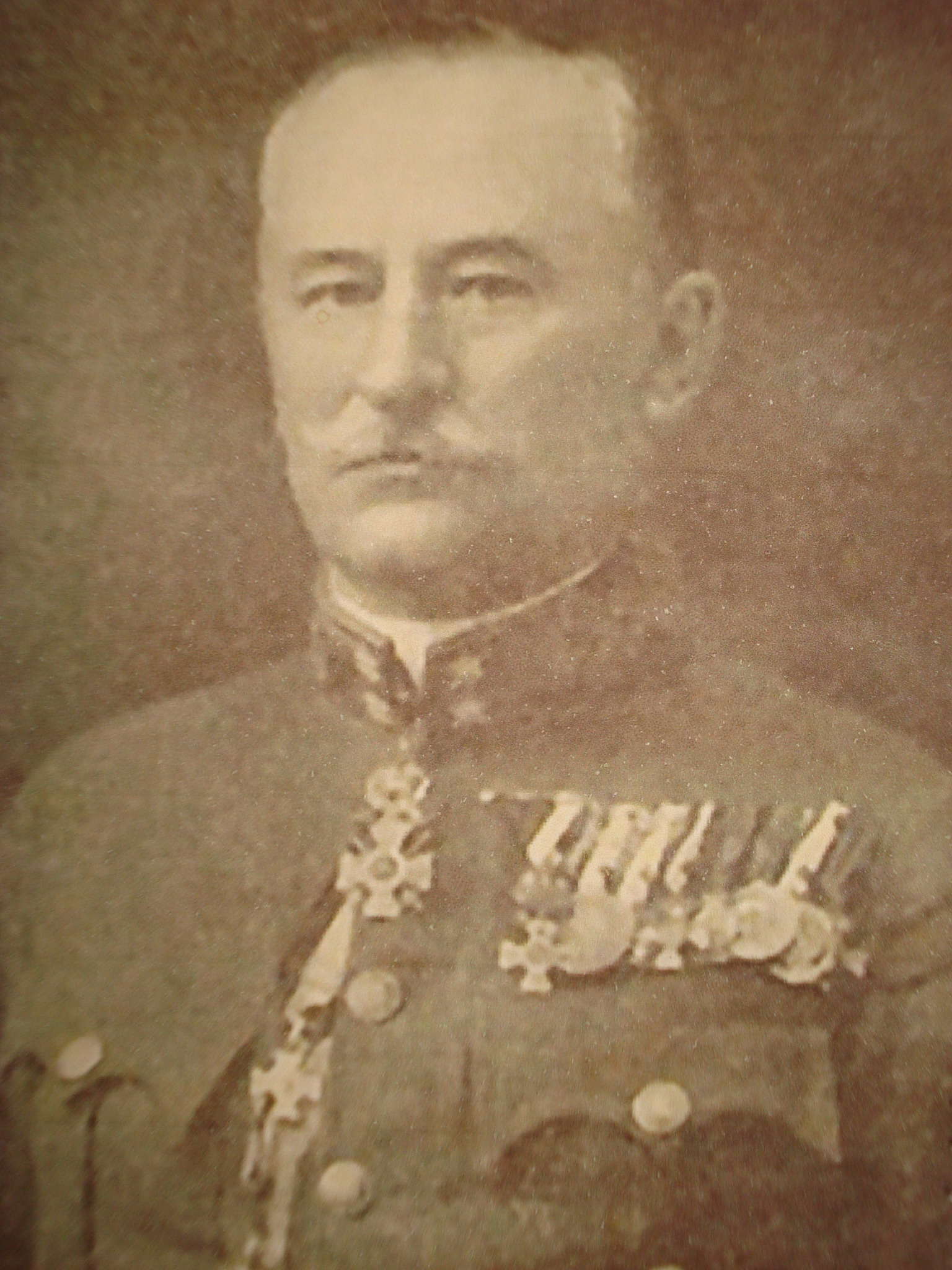
Generalmajor Géza Lukachich von Somorja

Schwerpunktmäßige Kämpfe entbrannten um den Monte San Michele, die Höhen im Osten und Norden von Monfalcone und um den Brückenkopf von Görz. Besonders schwierig war die Lage bei San Martino del Carso (Martinscina) mit der strategisch wichtigen Straßenverbindung zum Doberdoplateau für die Verteidiger wegen der großen Verluste, des heftigen Artilleriebeschusses und des Wassermangels. Dort fiel auch der Brigadekommandant Oberst Stauffer am 29. Juni 1915, aber die Verteidigungsstellungen (Kote 197) wurden durch das X. Marschbataillon des Triestiner 97. Infanterieregiment, welches noch bis Mitte Juni die Stellungen bei Redipuglia verteidigt hatte, gehalten. Oslavija und die Podgorahöhen konnten nicht genommen werden, ebenso mussten sich die Italiener vor Plava wieder zurückziehen.
Das von den Österreichern aufgegebene Gelände vor Sdraussina blieb in italienischer Hand. Angriffe der 14. italienischen Infanteriedivision gegen Selz und Doberdò scheiterten am erbitterten Widerstand der 16. Gebirgsbrigade. Nach massierter Artillerievorbereitung und mehreren hartnäckig vorgetragenen Angriffen gelang es drei Regimentern der 14. italienischen Infanteriedivision, den Ort Redipuglia einzunehmen. Im Gegenstoß schlug Oberst Mitlacher mit dem Infanterie-Regiment 38 aus Peterwardein, Bileća und Großwardein sowie einigen zusammengerafften Truppenteilen die Angreifer über ihre Ausgangsstellungen zurück. Der Druck auf die österreichischen Truppen verstärkte sich jedoch zusehends. Bis zum 5. Juli wurde mit Erbitterung ununterbrochen gekämpft. An diesem Tag gelang es Truppen der 22. italienischen Infanteriedivision um 8 Uhr morgens nochmals, in die österreichische Verteidigungslinie einzubrechen. Generalmajor Geza Lukachich von Šamorín (ungar. Somorja) als Kommandant der 14. Gebirgsbrigade warf ihnen das Honvéd Infanterieregiment Nr. 17 entgegen, dem es gelang, die Lage bei Redipuglia zu bereinigen. Wiederholte Angriffe nördlich davon bei Polazzo wurden vom Infanterie-Regiment Nr. 46 aus Szeged und Avtovac (Bosnien) so entschieden abgewehrt, dass die Italiener keine weiteren Angriffe mehr unternahmen. Danach flaute die Schlacht merklich ab, obwohl im Gebiet des Krn drei Bataillone Alpini noch versuchten, die österreichisch-ungarischen Stellungen einzunehmen. Die Angriffe scheiterten an den dort stehenden Kroaten. Weitere Angriffe gegen den Görzer Brückenkopf hatten bereits keinen Schwung mehr und verliefen ebenso wie verschiedentliche Vorstöße der italienischen 21. Infanteriedivision am 6. und 7. Juli gegen Sdraussina, Palazzo und Redipuglia im Sande.

## Ergebnis
Der von den Italienern zu verzeichnende Gewinn dieser Schlacht war gering. Nur bei Sagrado wurde der Rand der Hochfläche erstiegen und südlich davon der Rand des Karstgebietes erreicht. Wie die meisten Generalstäbe unterschätzte auch die italienische Armeeführung zu Beginn des Krieges die technischen Möglichkeiten der modernen Defensive, die insbesondere durch den flächendeckenden Einsatz von Maschinengewehren die Erfolgsaussichten von Frontalangriffen radikal verringert hatte. Erschwerend wirkte sich für die italienischen Soldaten der wertvolle strategische Vorteil der zahlenmäßig unterlegenen k.u.k. Truppen aus, die angreifenden italienischen Truppen in dem gebirgigen Gelände, das den Angreifern nahezu keine Deckung bot, aus höher gelegenen Verteidigungsstellungen bekämpfen zu können. So hatten die italienischen Truppen bereits in der 1. Isonzoschlacht unerwartet hohe Verluste, ohne nennenswerte Geländegewinne zu verzeichnen. Damit begann am Isonzo ein Stellungskrieg, wie man ihn bereits von der Westfront her kannte.